# Luis del Campo Jesús
Luis del Campo Jesús (Pamplona, 31 de marzo de 1912 - 18 de abril de 1995) fue un médico, profesor universitario y escritor español.

## Biografía
En 1935 se licenció en Medicina por la Universidad de Zaragoza, obteniendo el Premio Extraordinario de fin de carrera. 
Mediante oposición obtuvo una plaza de medicina forense ejerciendo inicialmente en Aoiz, Villafranca del Bierzo y Estella. Finalmente obtuvo plaza en Pamplona (1948-1982), donde también ejerció en medicina general, y abrió una consulta particular.
Durante diecisiete años fue profesor de Medicina legal en la Universidad de Navarra.

## Obras
Su extensa producción bibliográfica, a menudo asumiendo los costes de edición y publicación, se puede agrupar, dejando al margen sus novelas, en general, bajo cuatro grandes epígrafes: medicina, biografías históricas, estudios sobre Pamplona y tauromaquia.

### Medicina
- 1938: Las oligofrenias en el Ejército. Pamplona.
- 1958: Cinco lecciones de Medicina Legal. Pamplona.
- 1974: De la crónica medieval : interpretación médico-histórica. Pamplona, Diputación Foral de Navarra. Colección Navarra. Temas de Cultura Popular, núm. 214.[1]

### Biografías
Según el crítico literario Fernando Pérez Ollo, este género lo realiza sin rigor metodológico, siguiendo trabajos de otros autores.
- 1958: Investigaciones histórico-críticas acerca de la dinastía pirenaica. Pamplona
- 1961: Sancho el Fuerte de Navarra;
- 1962: Pedro Navarro, Conde de Oliveto (1460-1528). Pamplona, Editorial Gómez. Premio Biblioteca Olave.[3]
  - 1983: Pedro Navarra, Conde de Oliveto. Pamplona, Diputación Foral de Navarra. Colección Navarra. Temas de Cultura Popular, núm. 34.[4]
- 1964: Jerónimo de Arbolancha. Pamplona.
- Pedro de Ursúa, Pamplona.
- 1971: Cuatro infantas navarras. Pamplona, Diputación Foral de Navarra. Colección Navarra. Temas de Cultura Popular, núm. 120.[5]
- 1976: Dos esculturas de Sancho el Fuerte. Pamplona, Diputación Foral de Navarra. Colección Navarra. Temas de Cultura Popular, núm. 251.[6]

### Sobre Pamplona
Con estas publicaciones «demuestra un trabajo asiduo y directo de la documentación municipal y no se limita a la vida oficial de la ciudad en el siglo XIX, porque dedica monografías a personajes locales y aporta abundantes noticias de primera mano.»
- 1976: Visita de Felipe IV a Pamplona (1646), un cuadro testimonio. Pamplona, Diputación Foral de Navarra.  Colección Navarra. Temas de Cultura Popular, núm. 259.[7]
- 1982: Isabel de Valois en Pamplona. 1560. Pamplona, Diputación Foral de Navarra.  Colección Navarra. Temas de Cultura Popular, núm. 399.
- 1994: Historia de Pamplona en el siglo XIX. Pamplona.

### Tauromaquía
En este epígrafe se concentra gran número de publicaciones destacando la de índole local que han merecido mayor eco en el mundo taurino.
- 1943: El encierro de los toros. Pamplona.
  - 1968: El encierro de los toros. Pamplona, Diputación Foral de Navarra. Colección Navarra. Temas de Cultura Popular, núm. 25.[8]
- 1975: Cómo y por qué muere el toro de lidia.
- El traje del torero de a pie.
- Los toros en Pamplona en el siglo XVII. Pamplona.
- 1992: Berenguela, princesa de Navarra, reina de Inglaterra. Pamplona.
- 1992: Pedro de Alejandría, Pamplona.

## Premios y reconocimientos
- Cruz de San Raimundo de Peñafort.
- Premio Patronato Olave.
- Premio de la Asociación de Médicos Escritores.